# 佐藤芳男

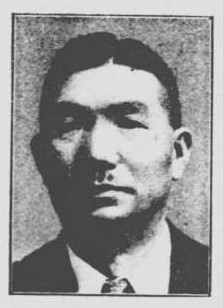
佐藤芳男

佐藤 芳男（さとう よしお、1896年（明治29年）9月17日 - 1967年（昭和42年）8月29日）は、日本の政治家。衆議院議員（3期）、参議院議員（2期）。

## 略歴
新潟県中蒲原郡亀田町（現新潟市江南区）で、豪農佐藤与四郎の二男として生まれる。1920年（大正9年）に早稲田大学政治経済学部を卒業し、新潟銀行勤務を経て1927年（昭和2年）、31歳で亀田町長に就任し、5期務める。
1942年（昭和17年）の翼賛選挙で、実兄与一（立憲民政党衆院議員（5期））の後継として当時の新潟2区から翼賛政治体制協議会推薦で初当選。このため公職追放に遭うも、追放解除後の1952年（昭和27年）に行われた第25回衆議院議員総選挙で改進党公認として国政復帰を果たす。翌1953年の総選挙でも再選されるが、日本民主党公認で臨んだ1955年の総選挙では落選し、自由民主党公認だった1958年の総選挙でも次点に終わった。
1959年（昭和34年）の第5回参議院議員通常選挙で芳男は新潟選挙区から自民党公認で鞍替え立候補、当選し1965年の参院選でも再選した。1960年（昭和35年）参議院決算委員長、1962年（昭和37年）党社会保障制度調査会副会長を歴任。1966年（昭和41年）秋の叙勲で勲二等瑞宝章受章（勲六等からの昇叙）。1967年（昭和42年）6月に社会保障制度審議会副会長となった。
同年8月29日に新潟県北蒲原郡笹神村（現阿賀野市）の村杉温泉で妻や長男一家と共に休暇のために旅館に投宿していたところ羽越豪雨に遭遇。集中豪雨により旅館の裏山が崩れ、土砂に巻き込まれて死亡した。死没日をもって正四位に叙され、銀杯一組を賜った。

## 人物
柔道三段。
次男は農林水産大臣の佐藤隆、その孫は新潟県議会第99代議長の佐藤純。